# Belvosia ruficornis
Belvosia ruficornis är en tvåvingeart som beskrevs av Aldrich 1928. Belvosia ruficornis ingår i släktet Belvosia och familjen parasitflugor. Inga underarter finns listade i Catalogue of Life.